# Buitinga kadogo
Buitinga kadogo là một loài nhện trong họ Pholcidae. Loài này được phát hiện ở Tanzania.